# 27. oktober
27. oktober je 300. dan leta (301. v prestopnih letih) v gregorijanskem koledarju. Ostaja še 65 dni.

## Dogodki
- 710 – začne se saracenska invazija na Sardinijo
- 1275 – prva omemba imena nizozemskega mesta Amsterdam
- 1682 – ustanovitev mesta Filadelfija, Pensilvanija, ZDA
- 1870 – Francosko-pruska vojna: predaja 140.000 francoskih vojakov pod maršalom Françoisom Achille Bazainom v Metzu, eden največjih porazov Francije
- 1901 – v Moskvi premierno uprizorjen Klavirski koncert št. 2 v c-molu Sergeja Rahmaninova
- 1904 – odprta podzemna železnica v New Yorku
- 1922 – pohod na Rim pripelje Mussolinija na oblast
- 1940 – Charles de Gaulle ustanovi Svet za obrambo imperija
- 1943 – Nemci zažgejo partizansko bolnišnico Pugled z 21 ranjenci
- 1946 – na volitvah v ustavodajno skupščino LR Slovenije zmaga kandidatna lista OF
- 1953 – Sovjeti izpustijo Friedricha von Paulusa
- 1962 – svet je bil najbližje tretji svetovni (jedrski) vojni v času kubanske raketne krize
- 1970 – Izvršni svet Skupščine Socialistične republike Slovenije in Hrvaške podpišeta sporazum o gradnji jedrske elektrarne v Krškem
- 1971 – Zaire se preimenuje v Demokratično republiko Kongo
- 1979 – Saint Vincent in Grenadine postane samostojna država
- 1983 – v Nemčiji začne voziti vlak Transrapid
- 1986 – v italijanskem mestu Assisi papež Janez Pavel II. zbere predstavnike vseh svetovnih verstev k molitvi za mir, ki se razvije v svetovno gibanje Duh Assisija
- 1991 – Turkmenistan postane neodvisen od Sovjetske Zveze
- 1994 – ZDA: število zapornikov v zaporih preseže število 1 milijon
- 1996 – organiziran prvi ljubljanski maraton
- 2005 – smrt dveh priseljenskih mladeničev v transformatorski postaji v pariškem predmestju Clichy-sous-Bois izzove silovit revolt priseljencev po vsej Franciji
- 2014 – Afganistan zapustijo zadnji britanski vojaki s čimer se po dvanajstih letih zaključi operacija Herrick

## Rojstva
- 1156 – Rajmond VI., touluški grof († 1222)
- 1466[1] - Erazem Rotterdamski, nizozemski humanist, teolog in filozof († 1536)
- 1728 – James Cook, angleški raziskovalec († 1779)
- 1760 – August von Gneisenau, pruski maršal († 1831)
- 1761 – Matthew Baillie, škotski patolog († 1823)
- 1782 – Niccolò Paganini, italijanski violinist, skladatelj († 1840)
- 1811 – Isaac Singer, ameriški izumitelj († 1875)
- 1835 – Simon Jenko, slovenski pesnik († 1869)
- 1842 – Giovanni Giolitti, italijanski državnik († 1928)
- 1844 – Klas Pontus Arnoldson, švedski pisatelj in pacifist, nobelovec († 1916)
- 1856 – Albrecht Rodenbach, belgijski (flamski) pesnik († 1880)
- 1858 – Theodore Roosevelt, ameriški predsednik, nobelovec 1906 († 1919)
- 1883 – Ivan Pregelj, slovenski pisatelj († 1960)
- 1892 – Vicente Escudero, španski plesalec flamenka († 1980)
- 1908 – Milan Žumer, slovenski nevrokirurg († 2001)
- 1912 – Conlon Nancarrow, ameriško-mehiški skladatelj († 1997)
- 1915 – Harry Saltzman, ameriški filmski producent († 1994)
- 1917 – Oliver Tambo, južnoafriški borec za človekove pravice († 1993)
- 1920 – K. R. Narayanan, deseti predsednik Indije († 2005)
- 1940 – John Gotti, ameriški gangster († 2002)
- 1945 – Luis Inácio Lula da Silva, predsednik Brazilije
- 1951 – K.K. Downing, angleški kitarist (Judas Priest)
- 1952 – Roberto Benigni, italijanski filmski režiser
- 1957 – Glenn Hoddle, angleški nogometaš
- 1958 – Simon Le Bon, angleški pevec (Duran Duran)
- 1970 – Adrian Erlandsson, švedski bobnar (Cradle of Filth)
- 1971:
  - Theodoros Zagorakis, grški nogometaš
  - Jorge Soto, perujski nogometaš
- 1972 – Maria Mutola, mozambiška atletinja
- 1977 – Jiří Jarošík, češki nogometaš
- 1978 – Vanessa Mae, singapurska violinistka
- 1983 – Maja Martina Merljak, slovenska gledališka in filmska igralka

## Smrti
- 1269 – Ulrik III., koroški vojvoda (* 1220)
- 1277 – Walter Merton, angleški kancler, škof Rochesterja (* 1205)
- 1303 – Beatrika Kastiljska, portugalska kraljica (* 1242)
- 1312 – Ivan II., vojvoda Brabanta (* 1275)
- 1326 – Hugh Despenser starejši, angleški kraljevi komornik, grof Winchesterja (* 1261)
- 1327 – Elizabeta de Burgh, škotska kraljica (* 1289)
- 1430 – Vytautas Veliki, litvanski veliki knez (* 1350)
- 1439 – Albert II., Sveto rimski cesar (* 1397)
- 1449 – Ulug Beg, timuridski sultan, astronom, matematik in kaligraf (* 1394)
- 1485 – Rodolphus Agricola, nizozemski humanist (* 1444)
- 1539 – Ivan Kacijanar, kranjski deželni glavar (* 1491 ali 1492)
- 1561 – Lope de Aguirre, španski konkvistador (* 1518)
- 1553 – Miguel Servet, španski humanist, teolog, zdravnik (* 1511)
- 1800 – Ito Džakuču, japonski slikar (* 1716)
- 1875 – Werner Munzinger, švicarski jezikoslovec, raziskovalec (* 1832)
- 1949 – Marcel Cerdan, francoski boksar (* 1916)
- 1968 – Lise Meitner, avstrijsko-švedska fizičarka judovskega rodu (* 1878)
- 1969 – Giorgio Scerbanenco, italijanski pisatelj, novinar in scenarist (* 1911)
- 1975:
  - Rex Stout, ameriški pisatelj (* 1886)
  - Zoran Didek, slovenski slikar in pedagog (* 1910)
- 1977 – James M. Cain, ameriški pisatelj (* 1892)
- 1980 – John Hasbrouck van Vleck, ameriški fizik, nobelovec (* 1899)
- 2004 – Serginho, brazilski nogometaš (* 1974)
- 2006 – Brad Will, ameriški anarhist in neodvisni novinar (* 1970)
- 2013 – Lou Reed, ameriški glasbenik (*1942)

## Prazniki in obredi
- Turkmenistan – Dan neodvisnosti (od leta 1991)
- Sveti Vincencij in Grenadine – Dan neodvisnosti (od leta 1979)
- Duh Assisija – svetovni dan molitve za mir (od leta 1986)